# Buada Lagoon
Buada Lagoon – niewielki słodkowodny staw (jeziorko) położony w centralnej części Nauru. Obok niego wytyczona jest droga, która wiedzie do centrum wyspy, Aiwo. Buada Lagoon położone jest w dystrykcie Buada. Uchodzi za najpiękniejszy i najromantyczniejszy zakątek wyspy. 
Jeziorko jest jedynym źródłem wody słodkiej na wyspie, gdzie nie ma ani jednej rzeki czy strumyka. Jego zasoby nie wystarczyłyby na potrzeby 13 tysięcy mieszkańców, dlatego wodę pitną uzyskuje się drogą importu z Australii lub odsalania wody morskiej.

## Występujące zwierzęta

### Ryby
- Oreochromis mossambicus
- Chanos
- Gambusia

### Ptaki
- Trzciniak samotny

## Cytat
- Mała oaza zieleni z kaplicą na brzegu (Wojciech Dąbrowski[2]).